# Asclepias macrotis
Asclepias macrotis là một loài thực vật có hoa trong họ La bố ma. Loài này được Torr. mô tả khoa học đầu tiên năm 1858.